# Опатица
Опатица (рум. Opatița) насеље је у Румунији у жупанији Тимиш у граду Дета. Место се налази на надморској висини од 98 m.

## Прошлост
По "Румунској енциклопедији" место се први пут помиње 1256. године. Име му се везује за католичку цркву. Регистровано је његово постојање 1332-1333. године у вези папског десетка. Пописано је 1717. године 30 кућа у "Хопадици". До 1848. године била је црквени посед.
Калуђери српског манастира Пећке патријаршије су скупљајући прилоге у Опатици 1666. године записали само два домаћина: Станка и Радмана.
Аустријски царски ревизор Ерлер је 1774. године констатовао да место припада Брзавском округу, Чаковачког дистрикта. Становништво  је било претежно влашко. Када је 1797. године пописан православни клир, у месту је једини свештеник парох био поп Стефан Поповић (рукоп. 1795) који је знао српски и румунски језик.

## Становништво
Према подацима из 2021. године у насељу је живело 604 становника.

### Попис2002.
| Расподела становништва по националности 2002.‍ | Расподела становништва по националности 2002.‍ | Расподела становништва по националности 2002.‍ | Расподела становништва по националности 2002.‍ | Расподела становништва по националности 2002.‍ |
| --------------------------------------------- | --------------------------------------------- | --------------------------------------------- | --------------------------------------------- | --------------------------------------------- |
|                                               |                                               |                                               |                                               |                                               |
| Румуни                                        | Румуни                                        |                                               | 603                                           | 95,3%                                         |
| Мађари                                        | Мађари                                        |                                               | 5                                             | 0,8%                                          |
| Роми                                          | Роми                                          |                                               | 25                                            | 3,9%                                          |